# 德克薩斯號戰艦 (1892年)
德克薩斯號戰艦是一艘隸屬於美國海軍的二等戰艦。她是美軍第一艘以德克薩斯州為名的軍艦。
德克薩斯號在1889年開始建造，並在1892年下水，最終在1895年服役。美西戰爭期間，德克薩斯號與其他美軍艦隊前往封鎖古巴，並參與了聖地牙哥之戰。1911年德克薩斯號退役，並更名為聖馬可斯（San Marcos），最終在1912年用作靶艦擊沉。
由於德克薩斯號是在切薩皮克灣的淺海沉沒，其上層建築危害附近海域的航海作業，美軍後來以水下炸藥將之摧毀，並將德克薩斯號的艦體下壓至淤泥之內。